# Endatteme Jugband
De Endatteme Jugband was een Rotterdamse jugband uit de jaren 1964-1996. Leider van de band was Frits Linnemann (1946-2011)

## Samenstelling
De eerste bezetting was Frits Linnemann (1946-2011): zang en gitaar, Karel de Groot (1948-1993): zang, mondharmonica, kazoo, jug, Wil van der Sman: gitaar, zang, mondharmonica, kazoo, jug, Karel Kellenbach: wasbord. Na een maand werd Kellenbach vervangen door Piet van den Hoven.

## Geschiedenis

### Beginjaren
Linnemann en De Groot (beiden kunstschilder) leerden elkaar kennen op de Rotterdamse Academie voor Beeldende Kunsten. Met Van der Sman deelden zij een interesse in oude blues, die gemaakt werd door Amerikaanse bluesmusici, die (meestal uit financiële overwegingen) op goedkope instrumenten speelden. In plaats van op een bas spelen, blies men in een jug (kruik), in plaats van drums speelde men op wasbord. Een interviewer van het blad Humo, die aanwezig was in de Phonogramstudio in Hilversum bij de opname van Beeble Um Bum, taxeerde het instrumentarium van de Endatteme jugband op 37 Belgische Frank. 

Na optreden op feestjes, werd voor het eerst opgetreden in "De Muze" op de Antwerpse Melkmarkt. In dit café trad Ferre Grignard wekelijks op en maakte hij er zijn eerste lp, gefinancierd door het publiek. Onder die naam "De Muze" werd een lp opgenomen, met de daar optredende artiesten, waarop 2 nummers van Endatteme.
In 1967 werd meegedaan aan het 10e Loosdrecht Jazz Concours. Endatteme won in de categorie oude jazz en kreeg tevens de wisseltrofee voor de best voor de dag komende band. In 1967 trad Endatteme ook op op het Bilzen Jazz Festival, het eerste Europese jazz-en popfestival, opgericht in 1965, naast o.a. Armand, The Mods, Procol Harum.
Endatteme werkte in dat jaar ook mee aan een "BRT"-feuilleton.

### Human Phone
In 1969 ging de band zonder Wil van der Sman verder onder de naam "Human Phone", met Rien de Bruin op gitaar, Ben Sikken op viool en Roel Mostert op drum, maar in 1972 werd de band met Wil van der Sman weer onder de oude naam heropgericht.

### Endatteme
In 1975 verdween de naam jug uit de band.Karel de Groot verliet de groep.
Tot 1996 bleef de band in wisselende bezettingen bestaan, met Linnemann, van der Sman en Mostert als vaste kern.

In 2000 werd onder de originele naam een reünie-concert gegeven in de Schotse kerk in Rotterdam, wel met jug, maar ook met Arwen Linnemann op een gewone staande bas.

## Discografie
- 1967 De Muze, various artists (uitgebracht door Philips) met 2 nummers van Endatteme, daarnaast nummers van Ferre Grignard, Wannes van de Velde e.a.
  - Miniblues, een eigen compositie met tekst van Martin Lodewijk
  - Stewball jump, een traditional
- 1969 Blues from Holland, various artists (uitgebracht door Philips) met 2 nummers, daarnaast Cuby + Blizzards, Rob Hoeke, Q65 e.a.
  - Beeble Um Bum, van Th. Dorsey
  - Corn Bread, Peas And Black Molasses van "Brownie" McGhee en Sonny Terry
- Beeble Um Bum kwam ook op single uit.

## Overig
- De bandnaam is afgeleid van het vooroorlogse liedje "En datte me toffe jongens zijn"
- Arwen, de dochter van Frits Linnemann, maakte van 1993 tot 1996 deel uit van Endatteme. Daarnaast was zij bassiste bij o.a. de Nits en het Avalanche Kwartet.
- Rien de Bruin was accordeonist, gitarist en zanger bij The Amazing Stroopwafels.